# برادلي هيندل
برادلي هيندل (بالإنجليزية: Bradley Hindle)‏ هو لاعب إسكواش مالطي، ولد في 16 ديسمبر 1980 في ماكاي في أستراليا.

## وصلات خارجية
- برادلي هيندل على موقع SquashInfo.com (الإنجليزية)
- برادلي هيندل على موقع اتحاد ألعاب الكومنولث (مؤرشف) (الإنجليزية)
- برادلي هيندل على موقع اتحاد ألعاب الكومنولث (مؤرشف) (الإنجليزية)